# Dolichobela celidograpta
Dolichobela celidograpta är en fjärilsart som beskrevs av Turner 1932. Dolichobela celidograpta ingår i släktet Dolichobela och familjen Crambidae. Inga underarter finns listade i Catalogue of Life.